# Norske Løve (Schiff, 1704)
Die Norske Løve, auch als Norska Løva oder Nordischer Löwe bekannt, war ein mit 36 Kanonen bewaffneter Ostindienfahrer der 1670 gegründeten und 1729 wegen Zahlungsunfähigkeit liquidierten zweiten dänischen Ostindisk Kompagni. Das Schiff strandete und zerbrach am Silvestertag 1707 im Fjord Lambavik bei Lamba auf den Färöer-Inseln.

## Geschichte

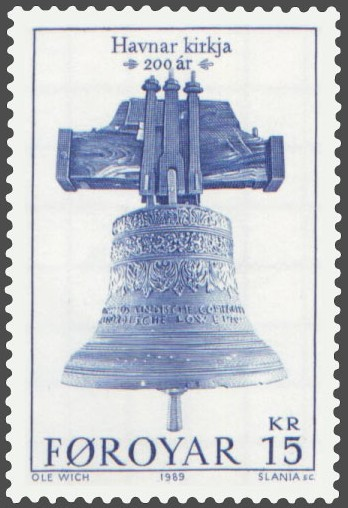
Die Glocke der Norske Løve im Dom zu Tórshavn (Briefmarke der Färöer)

Die Norske Løve soll bereits im Jahre 1682 mit einer Ladung Sklaven im Indischen Ozean gesegelt sein, aber ihre Schiffsglocke trägt das Datum 1704, was auf ein Bau- bzw. Indienststellungsjahr von 1704 hindeutet. In einer Liste von Schiffsankünften und -abfahrten in der dänischen Kolonie Tranquebar im heutigen Tamil Nadu an der Ostküste Indiens findet sich allerdings auch eine Norske Løve im Jahre 1690 und ein weiteres Mal im Jahre 1706; ob es sich dabei jeweils um dasselbe Schiff handelte, ist nicht ersichtlich.
Das Schiff verließ Kopenhagen am 4. Dezember 1707 unter dem Befehl des Kapitäns Roluf Meincke. Es sollte nördlich um Schottland herum den Atlantik erreichen und dann um das Kap der Guten Hoffnung nach Tranquebar segeln. Dort sollte es Gewürze, Tee und andere Güter laden und zurückbringen. Die Reise stand jedoch unter keinem guten Stern. Am 18. Dezember wurde das Schiff in einem schweren Gewittersturm vom Blitz getroffen, der den Großmast so schwer beschädigte, dass dieser am nächsten Tag gekappt und über Bord geworfen werden musste. Dabei wurde jedoch versehentlich auch der Besanmast heruntergerissen. Gegen Mittag am 19. Dezember wurde das Schiff von einem gewaltigen Brecher getroffen, der 14 Mann der Besatzung das Leben kostete und dem Schiff weiteren Schaden zufügte. Bei einem weiteren Sturm am 25. Dezember wurde das Schiff westlich der Hebriden weit vom Kurs abgetrieben, und es strandete und zerbrach schließlich am 31. Dezember 1707 vor Lambi an der Ostküste der Färöer-Insel Eysturoy. Etwa 100 Mann der Besatzung konnten gerettet werden.

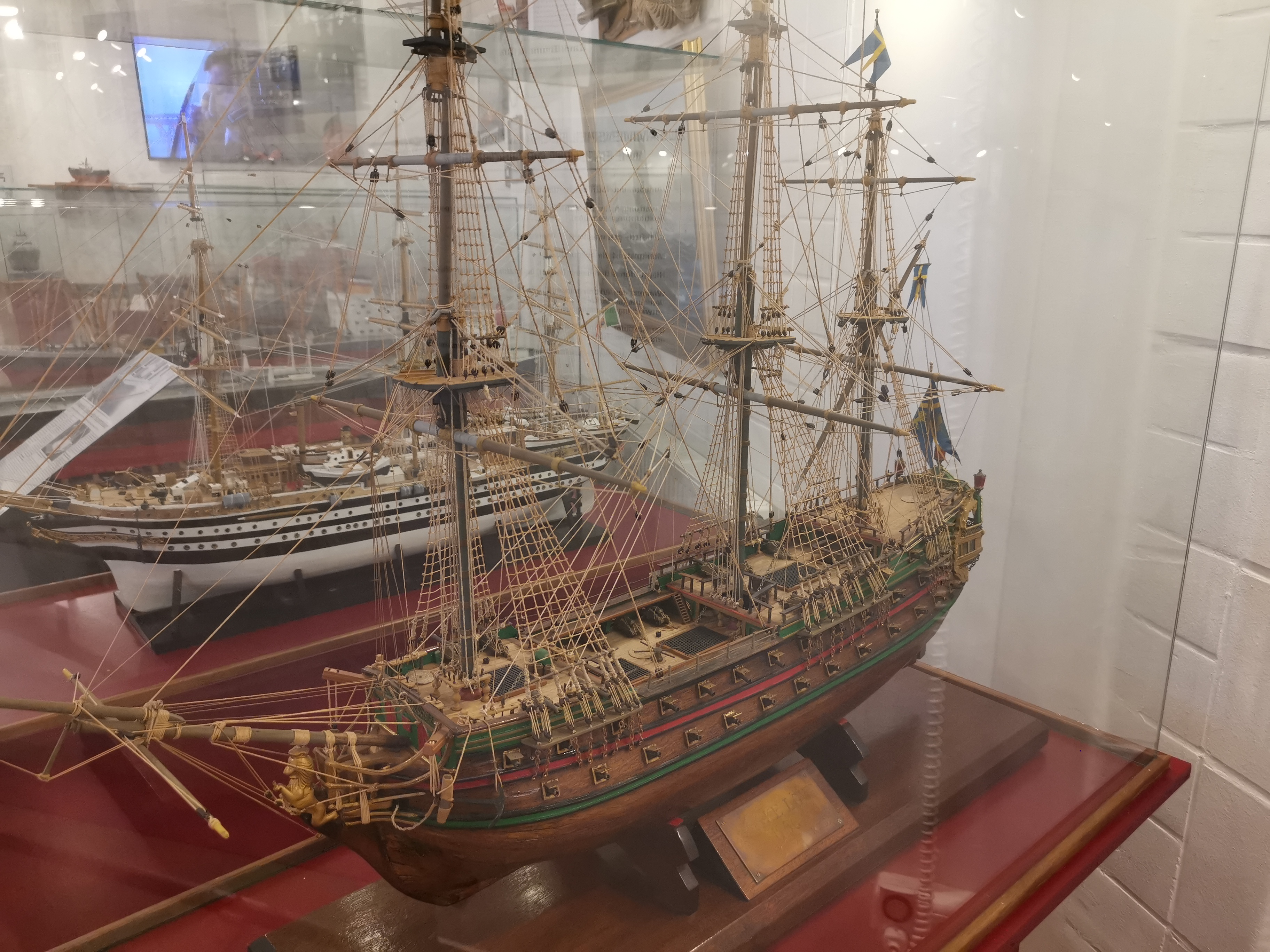
Modell der Norske Löve im Museum Windstärke 10 in Cuxhaven

Auch ein Teil der Ladung wurde geborgen. Während der Nacht ging jedoch ein Bergsturz von den Klippen an der Strandungsstelle nieder, und die Geröllhalde begrub den Rest des Wracks und des Strandguts unter sich. Dabei soll ein mit Goldmünzen gefüllter Krug, dessen Inhalt zum Kauf von Handelsgut in Indien gedacht war, hinaus ins tiefere Wasser gedrückt worden sein, wo ihn dann ein großer Felsbrocken – später „Ketil“ (Kessel) genannt – überdeckte.
Trotz einer seeamtlichen Untersuchung in Tórshavn ranken sich bis heute Legenden um den Untergang des Schiffes und seine Ladung, die auch ihren Niederschlag in der Literatur gefunden haben. Die Schiffsglocke fand ihren Weg in den Dom zu Tórshavn, wo sie bis heute hängt. Auch ein Modell des Schiffes befindet sich im Dom. Obwohl oft nach dem Wrack und dem auf ihm vermuteten Schatz getaucht wurde, konnte es bisher nicht ausfindig gemacht werden, und es wurden auch keine Gegenstände von besonderem Interesse gefunden, die ohne Zweifel der Norske Løve zugeordnet werden könnten.